# ビル・ジェームズ
ジョージ・ウィリアム・ジェームズ（ビル・ジェームス、George William "Bill" James、1949年10月5日 - ）は、アメリカ合衆国の野球評論家、歴史家、統計学者。1977年以降、ジェームズは野球の歴史や統計に関する著書を20冊以上執筆し、その著作は広く影響力を保有している。彼の手法は、米国野球研究協会（Society for American Baseball Research、略称SABR）にちなみ「セイバーメトリクス（sabermetrics）」と命名され、統計データを用いて野球を科学的に分析・研究し、チームが勝利または敗北する要因を解明することを目的としている。
2003年にはボストン・レッドソックスの野球運営部門上級顧問に就任し、17年間にわたり同職を務め、この間にチームはワールドシリーズを4度制覇している。
2006年、雑誌『タイム』はジェームズを「世界で最も影響力のある100人」の一人に選出した。

## 経歴
1940年カンザス州ホルトンに生まれた。1971年にアメリカ陸軍に入隊し、兵役終了後の1973年にカンザス大学を卒業、英語と経済学の学位を取得した。さらに1975年には教育学の学位を取得した。
ジェームズは、作家志望の熱心な野球ファンとして、アメリカ陸軍除隊後の20代半ばから野球記事の執筆活動を開始した。初期の原稿の多くは、ストークリー・ヴァン・キャンプ社のポークビーンズ缶詰工場における夜勤警備員としての勤務中に執筆されたものである。彼の執筆は、一般的な野球記者による試合を叙事的に描写する手法や、選手インタビューから得られる見解の提示とは異なり、特定の問いを立て、それに対する回答を統計データと分析によって導き出す形式を特徴としていた。例えば、「どの投手と捕手の組み合わせが最も多く盗塁を許しているのか」といった実証的なテーマが取り上げられた.。
しかし、こうした手法は編集者から異質視され、雑誌の読者層には適さないと判断されることが多かった。このため、ジェームズはより幅広い読者層への発信を目的として、1977年より『ビル・ジェームズ・ベースボール・アブストラクト』（The Bill James Baseball Abstract）と題する年刊書の自費出版を開始した。創刊号『1977 Baseball Abstract: Featuring 18 categories of statistical information that you just can't find anywhere else』は、前年度シーズンのスコアシートを基にした詳細な統計68ページを掲載し、『ザ・スポーティング・ニュース』誌の小規模広告を通じて販売された。初年度の販売部数は75部であった。翌1978年版（副題：The 2nd annual edition of baseball's most informative and imaginative review）では販売部数が250部に増加している。また、1979年から1984年にかけては、『エスクァイア』誌において毎年、メジャーリーグのシーズン展望を執筆した。
1988年、ジェームズは『ベースボール・アブストラクト』の刊行を終了した。その後も野球史をテーマとしたハードカバー書籍の出版を継続し、いずれも高い評価と良好な販売実績を得た。代表的著作には『ビル・ジェームズ・ヒストリカル・ベースボール・アブストラクト』（1985年、1988年、2001年）があり、2001年版は『ザ・ニュー・ビル・ジェームズ・ヒストリカル・ベースボール・アブストラクト』と改題された。加えて、ジェームズは以下の年刊シリーズを発表している。

- The Baseball Book（1990–1992)
- The Player Ratings Book（1993–1995）
- The Bill James Handbook（2003–現在）
- The Bill James Gold Mine（2008–2010）
- Solid Fool's Gold: Detours on the Way to Conventional Wisdom（2011）

ジェームズは、1984年版『ベースボール・アブストラクト』に掲載したエッセイにおいて、メジャーリーグベースボールが全試合のプレー・バイ・プレー記録を公開しないことへの不満を表明した。これに対し、彼は「プロジェクト・スコアシート」（Project Scoresheet）の創設を提案した。これは、野球ファンのネットワークによって協力的に試合データを収集・共有することを目的としたものである。
この非営利組織は円滑な運営こそできなかったものの、1984年から1991年まで全試合の記録収集に成功した。ジェームズの出版社は、この成果を基にエッセイとデータを収録した年刊書『Bill James Presents The Great American Baseball Statbook』の1987年版および1988年版を刊行することに合意した（ただし、ジェームズ自身の執筆が含まれるのは1987年版のみであった）。その後、同組織は解散したが、多くの元メンバーは類似の目的と組織構造を持つ営利企業を設立した。ジェームズが参加した「STATS, Inc.」は、主要メディア各社にデータと分析を提供する企業へと成長し、2001年にFOXスポーツに買収された。

### レッドソックスフロント時代
2000年代初頭、オークランド・アスレチックスのゼネラルマネージャーであったビリー・ビーンは、低予算チームの運営にセイバーメトリクスの原則を導入し、その成果はマイケル・ルイスの著書『マネーボール』で広く知られることとなった。2003年、ジェームズは、かつての読者であり新オーナーとなったジョン・ヘンリーに招聘され、ボストン・レッドソックスの野球運営部門上級顧問に就任した。
着任後、議論を呼んだテーマの一つがリリーフ投手の運用であった。ジェームズは以前からクローザーの使い方に関する分析を発表しており、従来のクローザー起用法はその能力を過大評価し、かつ非効率な状況で用いる傾向があると結論づけていた。彼は「2点以上リードしている9回よりも、同点の7回に救援エースを投入する方がはるかに有効である」と主張していた。2003年当時のレッドソックスは、実力的に際立った投手のいない救援陣を抱えており、監督のグレイディ・リトルはこの体制に馴染めず、不調な投手が出るたびに役割を変更し、やがて従来型のクローザー起用に回帰した。この際、先発投手であった金炳賢をクローザーに転向させている。ジェームズが構想した「特定のクローザーを置かず、全体的に均質な救援陣で役割を分担する」という方針は実現しなかったが、救援投手アラン・エンブリーは「故障がなければ機能した可能性がある」と述べている。2004年のレギュラーシーズンでは、キース・フォークが伝統的なクローザーとして起用されたが、ポストシーズンでは複数イニングを跨ぐ重要局面での登板が増え、ジェームズの提唱する「救援エース」に近い運用が行われた。同様の手法は、同年ポストシーズンにおけるヒューストン・アストロズのフィル・ガーナー監督によるブラッド・リッジの起用にも見られた。
レッドソックス在籍中、ジェームズは複数の新たなセイバーメトリクス関連書籍を刊行した。彼は在任期間中、その活動について多くを語らなかったものの、球団の86年ぶりのワールドシリーズ制覇に貢献したとされる。具体的には、FAとなっていたデビッド・オルティスの獲得、マーク・ベルホーンとのトレード、出塁率重視の方針転換などが彼の提言によるものとされる。
2012年、レッドソックスが低迷したシーズン後、オーナーのヘンリーは「ここ数年、ジェームズは（フロント内で）評価が下がっていた理由はよく分からないが、最近は中枢の意思決定に再び関与しており、大きな助けになるだろう」と述べた。
2019年10月24日、ジェームズはレッドソックスからの退任を発表し、その理由として「組織との歩調が合わなくなったこと」および「ここ数年は給料に見合う働きをしていなかったこと」を挙げた。在任期間中、ジェームズは2004年、2007年、2013年、2018年のワールドシリーズ制覇に関与し、4つの優勝リングを受け取っている。

## 著名な発明
- RC　ジェームズが考案した統計指標の中で代表的なものの一つに「ランズ・クリエイテッド（Runs Created）」がある。これは、選手が得点にどの程度貢献したか、またチームが期待できる総得点数を数値化することを目的とした指標である。RCは他の攻撃系統計（安打数、四球、塁打数など）から算出される。後に改良され、盗塁、犠打、併殺打など多様な要素を反映する複雑なバージョンも考案されている。

- レンジ・ファクター（英語版）　レンジ・ファクターは、選手の守備貢献度を数値化するための指標である。この指標は、従来の守備率（Fielding Percentage）が「処理機会のうち何％を無失策で処理したか」という割合を示すのに対し、「選手がアウトに関与した総数」に注目する点が特徴である。ジェームズは、守備力を評価する際には、失策の少なさよりも守備範囲の広さやアウトに絡む回数の多さが重要であるという立場を取っている。

- ピタゴラス勝率　ピタゴラス勝率は、チームの勝敗成績と得点・失点の関係を示す指標であり、チームの実際の勝率と高い相関を持つ。得点と失点の二乗の比率から理論上の勝率を算出するもので、形がピタゴラスの定理に似ていることから名付けられた。後にジェームズ自身や他の研究者によって指数部分は改良され、リーグや時代に応じた最適化が行われている。

- セカンダリー・アベレージ（英語版）　セカンダリー・アベレージは、打率（Batting Average）には反映されない打者の攻撃面での貢献度を測定するために考案された指標である。具体的には、四球、長打（長打率に影響する二塁打・三塁打・本塁打）、および盗塁といった要素を評価対象とし、単純な安打数だけでは把握できない総合的な攻撃力を数値化する。この指標は数値としては打率に近い値を取る傾向があるが、選手のタイプによって大きく異なり、極端な場合には .100未満から.500以上 まで変動することがある。セカンダリー・アベレージは、出塁率や長打力を重視するセイバーメトリクスの思想を象徴する指標のひとつとされている。

- パワー・スピードナンバー　ジェームズは、本塁打数と盗塁数の双方で優れた成績を残した選手を一つの数値で評価するため、「パワー・スピード・ナンバー（Power–Speed Number）」を考案した。これは、30–30クラブ（本塁打30本・盗塁30盗塁、ボビー・ボンズが有名）、40–40クラブ（ホセ・カンセコが初達成）、さらには25–65クラブ（1970年代のジョー・モーガンが該当）といった各種の記録達成者を包括的に扱うことを目的としている。

- ゲームスコア　ゲームスコアは、先発投手が特定の試合でどれだけ効果的な投球を行ったかを数値化するためにジェームズが考案した指標である。試合ごとの投球内容（奪三振、被安打、与四球、失点、投球回数など）に基づいて計算され、単一試合のパフォーマンスを比較する目的で用いられる。ジェームズのオリジナル版はシンプルな加減点方式であったが、その後、統計アナリストのトム・タンゴによって改良が加えられ、より正確な評価が可能となっている。

ジェームズは数多くの革新的な統計指標を生み出したことで知られるが、その一方で、統計の限界についてもしばしば言及し、野球における統計の位置づけに対して謙虚さを保つべきだと主張してきた。彼にとって最も重要なのは文脈（context）であり、パークファクターを考慮して従来の統計値を補正する重要性や、投手の勝敗記録における運の影響を強調した最初期の人物の一人でもある。
ジェームズの統計的発明の多くは、その数式自体よりも背後にある発想が重要であるとされる。たとえば、セカンダリー・アベレージは、打率が打者の攻撃力の一部しか表していないという、当時は直感に反する概念を伝えるための手段として導入された。同様に、RCは、従来の打点（RBI）では測れない貢献度を示す意図で作られている。さらに、ジェームズは守備のスペクトラム（Defensive Spectrum）のように、統計というよりは野球用語や概念の提案に近い貢献も行っており、野球の見方そのものを変革する役割を果たしてきた。

## 著作
野球関連
- Bill James Baseball Abstract (1977–1988)
- The Bill James Historical Baseball Abstract (1985; 改訂版は1988) ISBN 978-0394537139
- This Time Let's Not Eat the Bones (1989) ISBN 978-0394577142 (selection of comments from Abstracts and articles)
- The Bill James Baseball Book (1990–1992)
- Whatever Happened to the Hall of Fame?|The Politics of Glory (1994) (改訂版は Whatever Happened to the Hall of Fame?), ISBN 978-0684800882
- The Bill James Player Ratings Book (1993–1996)
- The Bill James Guide to Baseball Managers (1997) ISBN 978-0684806983
- Bill James Present STATS All-Time Major League Handbook (1998; 第二版は2000) ISBN 978-1884064814
- Bill James Present STATS All-Time Major League Sourcebook (1998) ISBN 978-1884064531
- The Bill James Historical Baseball Abstract (2001) ISBN 978-0684806976
- Win Shares (2002)
- Win Shares Digital Update (2002) (PDFのみ)
- http://actasports.com/bill-james-books/handbook/ The Bill James Handbook (2003–現在)
- The Neyer/James Guide to Pitchers (2004、ロブ・ネイヤーと共著) ISBN 978-0743261586
- The Bill James Gold Mine (2008–2010, ISBN 978-0879463205, ISBN 978-0879463694)
- Solid Fool's Gold (2011), ISBN 978-0879464592
- Fools Rush Inn (2014), ISBN 978-0879464974

犯罪史学関連
- Popular Crime – Reflections on the Celebration of Violence (ISBN 978-1-4165-5273-4, 2011発行)
- The Man From the Train (2017), ISBN 978-1-4767-9625-3